# Rzadkwin (Cuyavia y Pomerania)
Rzadkwin [pronunciación en polaco: /ˈʐatkfin/] (en alemán: Seedorf) es un pueblo en el distrito administrativo de Gmina Strzelno, dentro del Distrito de Mogilno, Voivodato de Cuyavia y Pomerania, en el norte de Polonia. Se encuentra aproximadamente 6 kilómetros al noroeste de Strzelno, 12 kilómetros al este de Mogilno, 51 kilómetros al sur de Bydgoszcz, y 53 kilómetros al sudoeste de Toruń.